# Gut Sülz

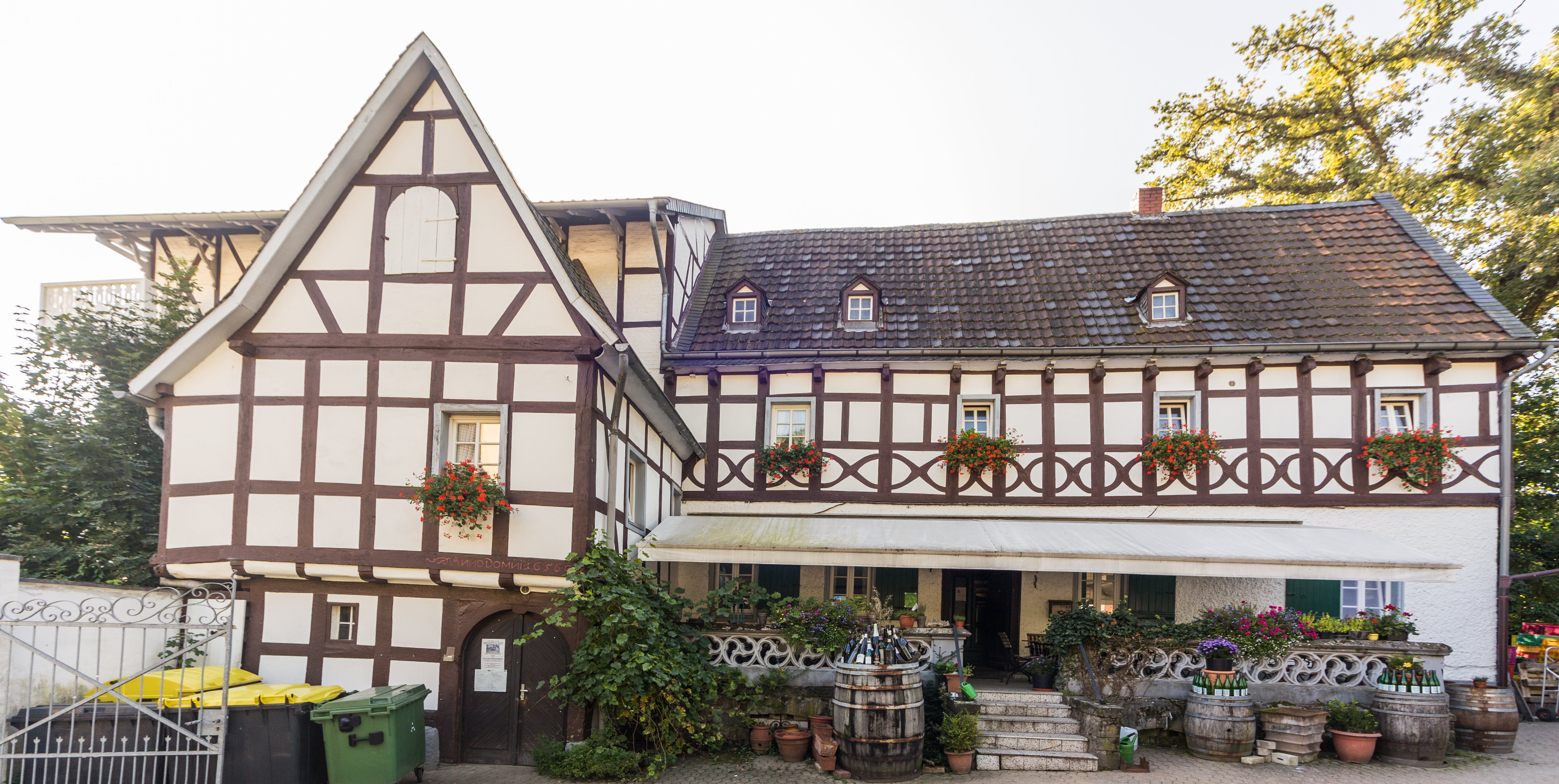
Gut Sülz, Ursprungsbau von 1656 (2013)

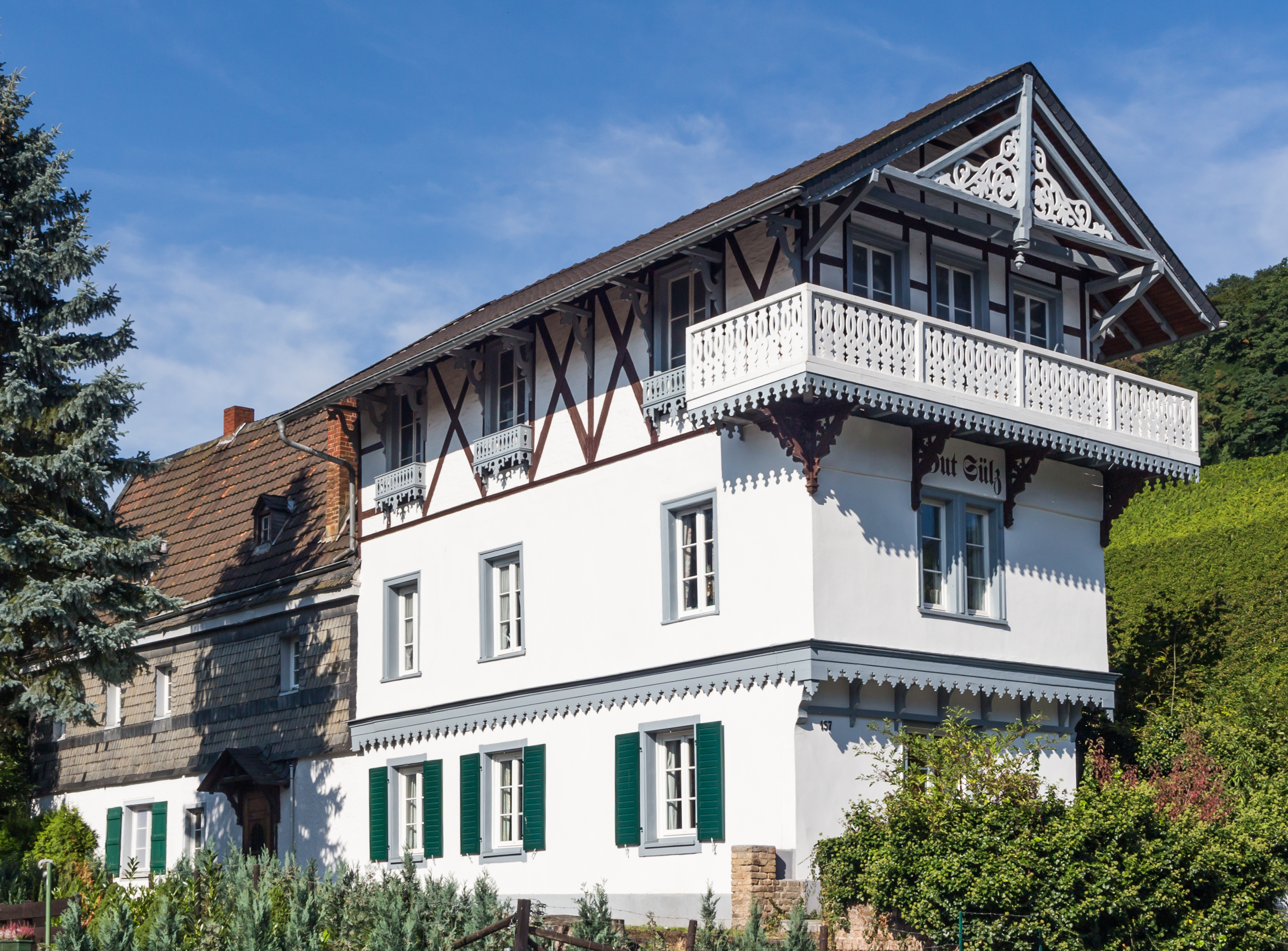
Erweiterungsbau aus dem 19. Jahrhundert (2013)

Das Gut Sülz ist eine Gastwirtschaft und ehemaliges Weingut in Oberdollendorf, einem Ortsteil der Stadt Königswinter im nordrhein-westfälischen Rhein-Sieg-Kreis. Es steht als Baudenkmal unter Denkmalschutz.

## Lage
Das Gut Sülz liegt am Rande von Oberdollendorf auf etwa 77 m ü. NHN am Fuße des sogenannten Sülzenbergs, einer Weinlage am Westhang der Dollendorfer Hardt und ist von einer umfangreichen Wiesenfläche umgeben.

## Geschichte
Das Weingut wurde erstmals 966 gemeinsam mit dem Ort Dullendorf urkundlich erwähnt und war zu dieser Zeit ein adliger Freihof. Seit dem 14. Jahrhundert war es im Besitz der nahegelegenen Zisterzienser-Abtei Heisterbach. 1656 entstand das heutige Gebäude, welches am Ausgang des 19. Jahrhunderts erweitert wurde. Bis zur Säkularisation der Abtei 1803 infolge des Reichsdeputationshauptschlusses war das Gut Sülz Mittelpunkt der Heisterbacher Weinwirtschaft. In der Mitte des 19. Jahrhunderts gehörte das Gut der „Rheingräfin“ Sibylle Mertens-Schaaffhausen, die es am 2. Mai 1857 an den jüdischen Kaufmann David Cahn (1818–1891) verkaufte. 1967 endete die Weinproduktion im Gut Sülz, seitdem beheimatet es eine Weinwirtschaft mit Innen- und Außengastronomie. Die Eintragung des Anwesens in die Denkmalliste der Stadt Königswinter erfolgte am 18. Dezember 1990.
Von Frühjahr bis Herbst 2014 wurde aus Mitteln der Regionale 2010 der Vorplatz des Gutes Sülz neugestaltet. Der Platz wurde dabei mit Basaltpflaster ausgestattet, eine bisherige Stützmauer aus Beton durch eine aus Naturstein ersetzt und Bordsteine zurückgebaut, sodass die Bachstraße verbreitert wurde. 2020 wurde das Gut Sülz im Zuge einer Neuverpachtung der Gastronomie umfassend renoviert.

## Architektur
Der zweigeschossige Ursprungsbau von 1656 ist eine in Stockwerkbauweise errichtete Winkelhofanlage. Das Erdgeschoss ist verputzt (ursprünglich in Fachwerk), das Obergeschoss mit Zierfachwerk ausgestattet. Das Gebäude ist teilweise unterkellert und verfügt außerdem über einen unter der Wiesenfläche befindlichen, mittelalterlichen Gewölbekeller. Eine südliche, dreigeschossige Erweiterung des an der Traufseite liegenden Hauses stammt aus dem Ende des 19. Jahrhunderts und ist ein verputztes Fachwerkhaus. Zur Giebelseite trägt es im reich verzierten Dachgeschoss einen hölzernen Balkon. Auf die gleiche Zeit gehen eine sich an das Haupthaus anschließende Terrasse sowie dessen innere Umgestaltung zur Gaststätte zurück.
Aus älterer Zeit erhalten sind eine Bruchsteinmauer im Süden des Gutes sowie eine zum Mühlental hin gelegene, ebenfalls aus Bruchsteinen bestehende Stützmauer der Weinberge.